# Szaniec Hubala
Szaniec Hubala – symboliczna budowla z kamieni polnych w kształcie pierścienia, znajdująca się na polanie opodal wsi Anielin, w miejscu, gdzie o świcie 30 kwietnia 1940 w potyczce z Niemcami poległ major Henryk Dobrzański „Hubal”, dowódca Oddziału Wydzielonego Wojska Polskiego. Wraz z nim poległ jego podkomendny kapral Antoni Kossowski „Ryś”. Od kul padł również koń majora „Demon”.
W centralnym miejscu obiektu stoi głaz z tablicą upamiętniającą to wydarzenie. Na wewnętrznych ścianach umieszczone są dodatkowe tablice pamiątkowe.
Każdego roku, 30 kwietnia, w rocznicę śmierci „Hubala” odbywają się tu uroczystości żałobne.

## Galeria

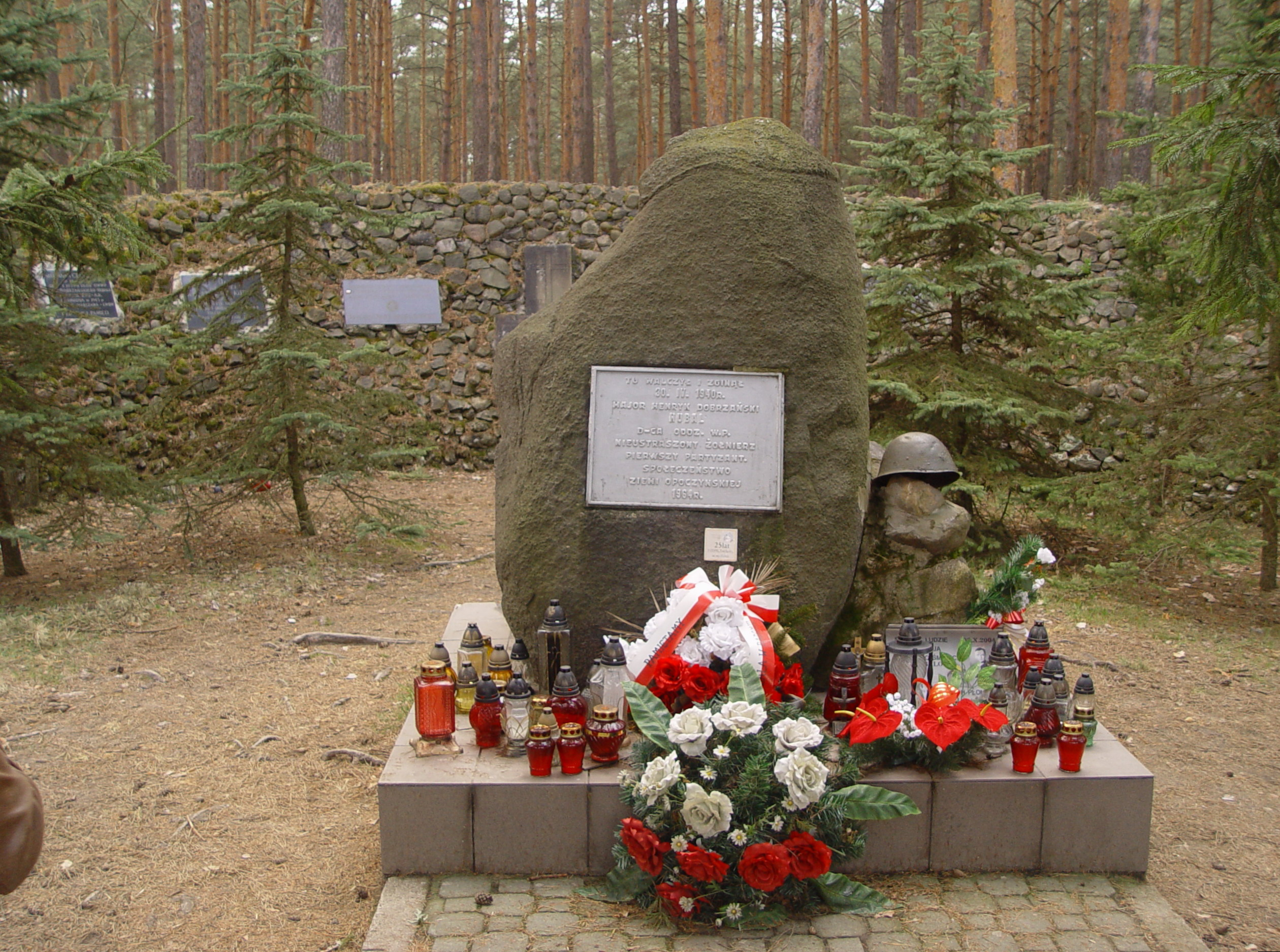
Szaniec Hubala pod Anielinem – obelisk w miejscu śmierci Hubala
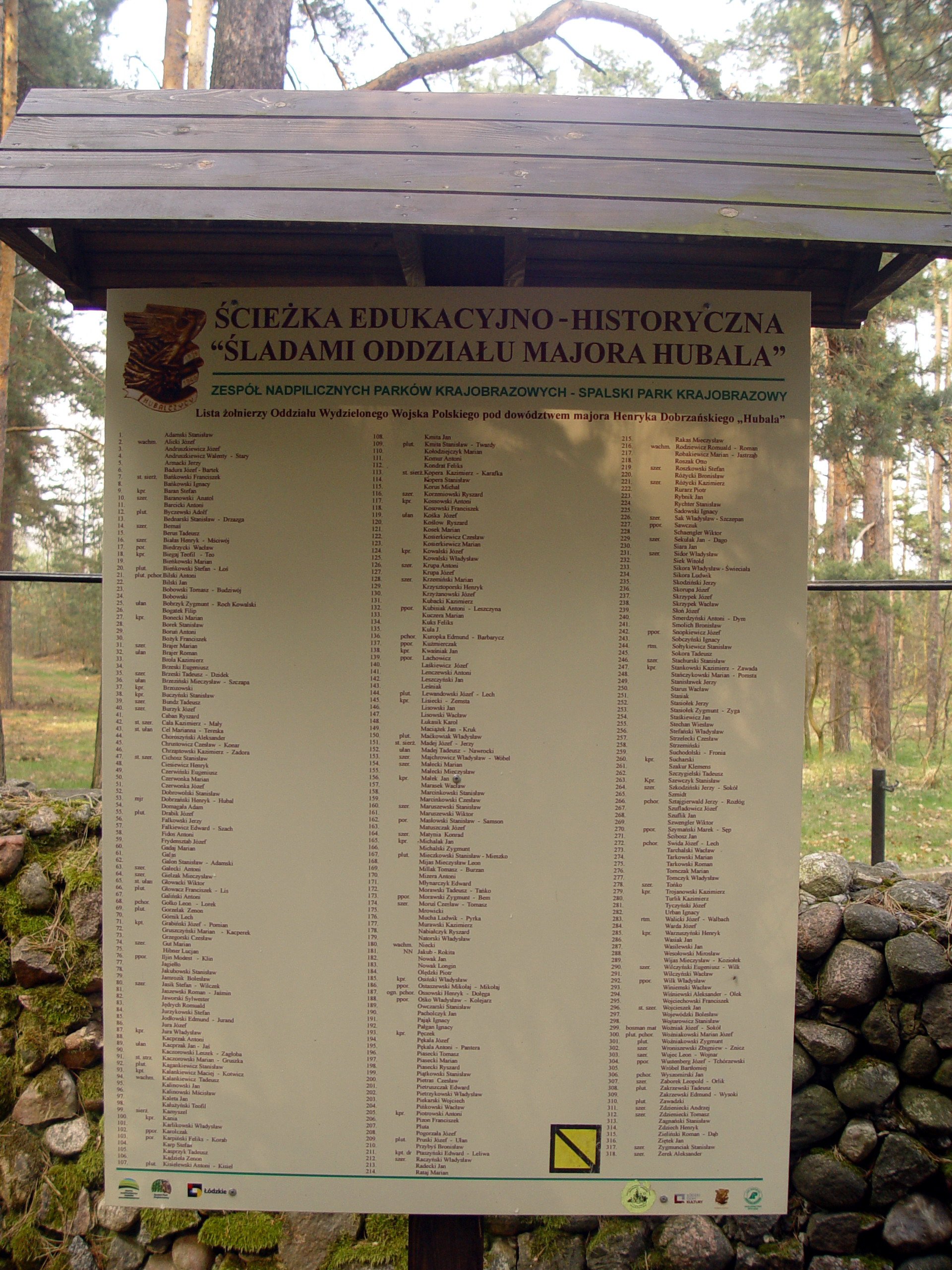
Tablica z imienną listą „Hubalczyków”